# Avió de paper

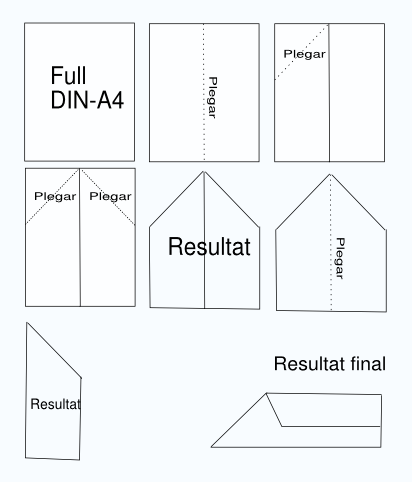
Plegat d'un avió de paper tradicional.

Un avió de paper és un avió de joguina fet només de paper. És, potser, la forma més comuna d'aerogami, una branca de l'origami (l'art japonès del doblegat del paper). En Japonès es coneix com a 紙飛行機 (kami hikōki; kami=paper, hikōki=avió).
La seva popularitat és deguda principalment que és un dels origamis més fàcils de fer, tant per a novells com per a experts. L'avió de paper més bàsic només necessita sis passos per a completar-se "correctament". El terme "avió de paper" en l'actualitat es refereix també a aquells fets de cartró.

## Història

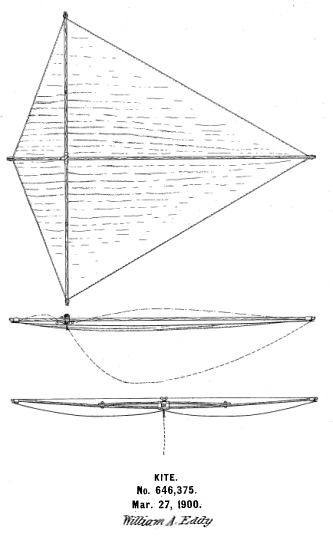
Els xinesos feien volar estels de paper.

Es creu que l'ús del paper per a fabricar joguines es remunta fins fa aproximadament uns 2000 anys a la Xina, on els estels eren una forma popular d'entreteniment. Encara que això pot ser considerat com l'origen dels avions de paper moderns, ningú pot assegurar exactament on van sorgir per primera vegada; els dissenys de velocitat, sustentació i moda han millorat amb el pas dels anys.
1909 és la data coneguda més antiga de la creació d'un avió de paper en l'època moderna. No obstant això, la versió més reconeguda apareix dues dècades més tard, en 1930, gràcies a Jack Northrop (cofundador de Lockheed Corporation). Northrop feia servir els avions de paper en proves aerodinàmiques per a trobar, d'aquesta manera, noves idees per als avions de debò.

## Tipus d'avions de paper

### Tradicional
La realització d'aquest tipus d'avió de paper només comporta sis passos (per al procediment correcte), però es pot fer en només cinc sense doblegar una guia que ajudar a dividir el paper en dues parts. Cal una peça de paper rectangular de mida A3, A4 o Carta (preferentment A4 o Carta).

### Instruccions
En aquestes instruccions ens referirem a la persona que fa l'avió de paper com "el doblegador", que haurà de:
1. Realitzar un plec a manera de guia. Això pot ser assolit posant el paper de la manera que ho indica el dibuix i doblegant la vora esquerra del paper damunt de la dreta de manera que el paper quedi doblegat per la meitat.
2. Obrir el paper i doblegar el cantó superior del foli de manera que toqui el plec del centre, repetint-lo amb el cantó dret.
3. Doblegar el paper de tornada a la posició on es doblegava per primera vegada, llavors podrà doblegar les ales.
4. Encara en aquesta posició el doblegador haurà de plegar el tros no punxegut del paper (la part inferior), així doblega les ales cap a fora de manera que quedin externament. Existeixen moltes varietats d'aquest model bàsic.

### DC-03
Molta gent diu haver creat el "Millor avió de paper del món". Un d'aquests és el model DC-03 (Model d'avió de paper DC-03 Arxivat 2005-04-05 a Wayback Machine.) que posseeix una àmplia àrea de sustentació en les ales i, potser, una característica única, la cua. Desafortunadament no hi ha cap federació o associació internacional que certifiqui aquestes dades.

## Aerodinàmica

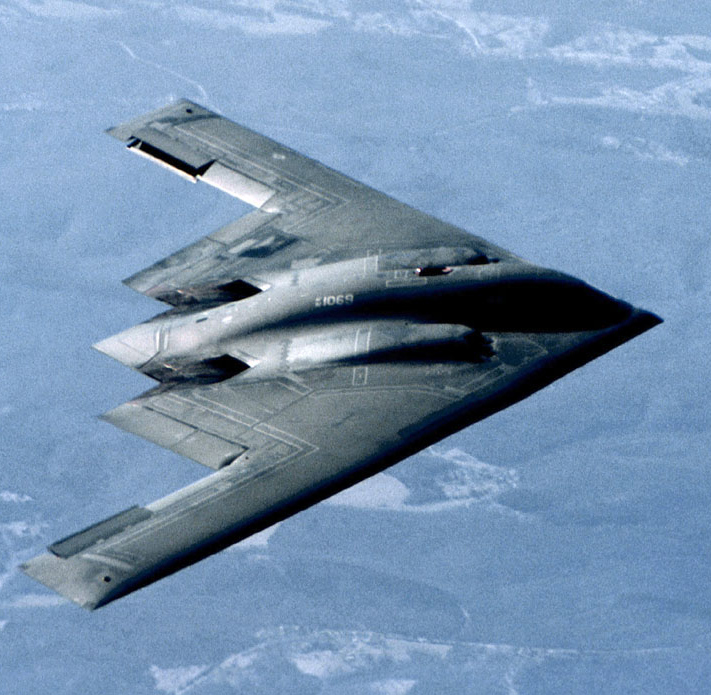
Blackburn fa servir el B-2 Spirit com a exemple d'estabilitat.

Encara que el model DC-03 té ales, l'actual record Guinness Ken Blackburn no està d'acord amb la decisió de posar-li cua a l'avió de paper. L'explicació de l'aerodinàmica dels avions de paper que dona en el seu lloc web esmenta que la cua no és necessària. Mostra l'avió-bombarder de debò B-2 Spirit (un ala volant) com a exemple, indicant que en col·locar pes al llarg de l'ala posa més pes a la part del darrere, donant a l'avió major estabilitat.
Edmond Hui va inventar de forma independent en 1977 un avió de paper amb l'aspecte d'un bombarder stealth anomenat Paperang, basant-se en l'aerodinàmica dels planeadors. Una característica és que posseeix seccions alades controlables completes, ales molt orientables i un mètode de construcció que permet modificar qualsevol part del seu disseny i forma. Va ser el tema d'un llibre, Amazing Paper Airplanes (Avions de Paper Increïbles), publicat en 1987, i de nombrosos articles de diari. No pot participar en la majoria de les competicions d'avions, ja que fa servir filferro, però té un gran rendiment aerodinàmic, amb taxes de lliscament superiors a 12:1 i bona estabilitat.
Encara que el sentit comú indiqui que els avions més lleugers volen més que els més pesants, això és fals segons Blackburn. Va sobrepassar el rècord obtingut per un avió de paper 20 anys endarrere (Instruccions Arxivat 2000-05-11 a Wayback Machine.) basant-se en la seva creença que els avions pesants, amb ales petites en el punt de la fase de llançament en la qual el llançador llença l'avió a l'aire, però un que posseeixi grans ales i un pes més lleuger tindria millors temps de vol, però no podria ser llançat amb força a altes pressions com podria llançar-se un de pesant. Com diu Blackburn, "Perquè l'altura sigui màxima i que tingui una bona transició a la fase de planatge, el llançament deu fer-se a menys de 10º de la vertical", el que mostra que la velocitat per a llançar l'avió satisfactòriament és d'uns 100 km/h.

## Plusmarques Mundials
Hi han hagut molts intents de trencar la barrera de llançar un avió de paper que romangui suspès en l'aire el major temps possible. Ken Blackburn va mantenir el record mundial durant 13 anys (1983–1996) i ho va revalidar el 8 d'octubre de 1998 aconseguint que l'avió volés durant 27.6 s. (en interior). L'avió que va utilitzar Blackburn va ser un avió de paper que pot ser considerat de la categoria d'ultralleugers.